# Jonas Darnell
Jonas Darnell (né le 26 avril 1964) est un auteur de bande dessinée suédois. Il est connu pour sa série humoristique Herman Hedning (sv) qu'il anime depuis 1987.

## Distinction
- 1991 : Diplôme Adamson pour sa contribution à la bande dessinée suédoise
- 1992 : Bourse 91:an
- 2012 : Prix Adamson du meilleur auteur suédois pour l'ensemble de son œuvre (partagé avec Liv Strömquist)